# 軍団

NATOの軍団を表す兵科記号。

軍団（ぐんだん、英: corps, army corps）は、陸軍の編成上の単位のひとつである。

## 概要
指揮官は軍団長。中将または大将の職席である。2から4個師団と独立混成旅団（師団隷下になく、複数の機能を持ち独立戦闘能力を有する旅団）、独立部隊（師団旅団に属さず軍団長直轄で、特命に従事する連隊・大隊）によって構成されており、数万から十万程度の兵員を擁する。2個以上の軍団がまとまったものが軍である。ただし、大日本帝国陸軍では軍団を編成せず、師団の上に軍を直接置いた。陸上自衛隊も軍団は置かず（他に軍集団、総軍など「軍」のつく部隊は自衛隊に一切存在しない。自衛隊用語を参照）、師団等の上位は軍相当の方面隊である。
軍団はナポレオン・ボナパルトが19世紀初頭にいくつかの師団をまとめて作ったのが最初である。ヨーロッパ各国でもフランス共和国軍にならって編成され、軍団長には通常中将、大将あるいは軍団将軍が就いた。軍団はその師団を組み合わせてある程度の戦場、戦域で活動を行えるように編成された作戦単位であり、同種の師団によって構成されることが多い（例：海兵軍団）。通常軍団司令部は作戦指導のみの機能しか持たず、人事、兵站の管理機能は持たない。
米軍再編のなかで、アメリカ陸軍は軍団について再定義し、これにより、軍団司令部は、司令部部隊であるUEx（Unit of Employment X）のうち中将によって指揮されるものとされた。一方、UExのうち少将によって指揮されるものが師団司令部である。なお、UExは米軍再編計画の策定時に使われた書面上の名前であり、実際に使用される名前としては、従来通りに軍団という名称が採用された。
派生して､ビートたけし率いるたけし軍団、石原プロモーション所属俳優に対しての石原軍団、 日光猿軍団、オスカー美女軍団のように、影響力の強い人物の元に結束した集団に対しても用いられる。